# Дискографија Фифти Сента
Амерички репер Фифти Сент издао је пет студијских албума, десет микстејпова, два видео албума, четири компилацијска албума, један саундтрек албум, седамдесет и шест синглова и осамдесет и осам музичких спотова. Од јула 2014. године он је шести хип-хоп уметник који је продао највише албума у Сједињеним Државама. Према Nielsen SoundScan у матичној држави укупно је продао 16.786.000 албума.
Репер је 2002. године потписао уговор са музичком кућом Shady Records и објавио свој деби албум Get Rich or Die Tryin', 6. фебруара 2003. године. Албум је био на првом месту америчке листе Billboard 200 и био добро пласиран на међународном тржишту. Синглови In da Club, 21 Questions, P.I.M.P., и If I Can't доспели су на велики број листе широм Сједињеним Држава и остатка света, а песма Magic Stick, коју је репер снимио у сарадњи са певачицом Лил Ким, била је друга на већини музичких листа у Сједињеним Државама.
Године 2005. издао је свој други студијски албум The Massacre. Албум је био први на листама у Сједињеним Државама, а ушао је међу првих десет на листама широм света. Продат је у 4,83 милиона примерака широм Сједињених Држава током 2005. године и био други најпродаванији албум те године. На албуму су се нашли хит песме попут Disco Inferno, Just a Lil Bit и Candy Shop која се нашла међу првих десет песама у свету. Промоцију албума The Massacre најавила је песма Outta Control, која је била шеста на музичким листама широм Сједињених Држава.
У новембру 2005. године, репер је глумио у филму Get Rich od Die Truin' и за исти снимио четири сингла, Hustler's Ambition, Window Shopper, Best Friend и I'll Whip Ya Head Boy.
Трећи студијски албум Curtis објављен је 2007. године и нашао се на другом месту листе Billboard 200, иза албума Graduation од Кање Веста. На албуму се нашло пет синглова, укључујући и интернационални хит Ayo Technology, као и песме Straight to the Bank, Amusement Park, I Get Money и I'll Still Kill, које су се нашле на музичкој листи Billboard hits. Четврти студијски албум Before I Self Destruct објављен је 2009. године, а музички критичари упоредили су га са раним радовима репера. Албум се нашао на петом месту листе Billboard 200 и ушао међу двадесет најбољих албума на листама широм света. Хит синглови са албума су Baby by Me, који је био на 28. месту листе у САД и песма Do You Think About Me.
У јуну 2014. године, Фифти Сент је издао пети студијски албум Animal Ambition. Све песме са албума су издате као синглови и објављене пре него што је албум представљен јавности.
Његовом шестом студијском албуму Street King Immortal претходило је издање песме Outlaw, која је била на 87. месту песама листама у Сједињеним Државама и Канади. Такође, 6. јула 2012. репер је издао албум за бесплатно преузимање, под називом Murder by Numbers. На албуму Street King Immortal нашла су се четири сингла која су претходно објављена New Day и My Life која се нашла на другом месту британске листе UK Singles Chart, као и песме Major Distribution и We Up.

## Студијски албуми
| Назив                  | Детаљи | Позиција             | Позиција             | Позиција             | Позиција             | Позиција             | Позиција             | Позиција             | Позиција             | Позиција             | Позиција             | Број проданих примерака                    | Сертификати |
| Назив                  | Детаљи | САД                  | АУС                  | БЕЛ                  | КАН                  | НЕМ                  | ИР                   | НЗ                   | ШВЕ                  | ШВА                  | УК                   | Број проданих примерака                    | Сертификати |
| ---------------------- | --- | -------------------- | -------------------- | -------------------- | -------------------- | -------------------- | -------------------- | -------------------- | -------------------- | -------------------- | -------------------- | ------------------------------------------ | --- |
| Get Rich or Die Tryin' | - Датум објављивања: 6. фебруар 2003. (САД) - Издавачка кућа: Shady Records, Aftermath Entertainment, Interscope - Формат: ЦД, ЛП, касета, дигитално преузимање | 1                    | 4                    | 3                    | 1                    | 4                    | 4                    | 3                    | 8                    | 8                    | 2                    | - САД: 8,400,000 - Широм света: 14,000,000 | - Америчко удружење дискографских кућа: 6× Платина - Аустралијско удружење дискографских кућа: 2× Платина - BEA: Платина - BPI: 3× Платина - BVMI: Златно - IFPI ШВЕ: Златно - IFPI ШВА: Платина - IRMA: Платина - MC: 8× Платина - RMNZ: 2× Платина |
| The Massacre           | - Датум објављивања: 3. март 2005. (САД) - Издавачка кућа: Shady, Aftermath, Interscope - Формат: ЦД, винил, касета, дигитално преузимање                       | 1                    | 2                    | 3                    | 1                    | 1                    | 1                    | 1                    | 10                   | 2                    | 1                    | - САД: 5,360,000 - Широм света: 11,000,000 | - Америчко удружење дискографских кућа: 5× Платина - Аустралијско удружење дискографских кућа: Платина - BEA: Златно - BPI: 2× Платина - BVMI: Платина - IFPI ШВЕ: Платина - IRMA: 2× Платина - MC: 3× Платина - NFPF: 3× Платина - RMNZ: Платина    |
| Curtis                 | - Датум објављивања: 11. септембар 2007. (САД) - Издавачка кућа: Shady, Aftermath, Interscope - Формат: ЦД, ЛП, дигитално преузмање                             | 2                    | 1                    | 3                    | 2                    | 2                    | 1                    | 1                    | 10                   | 1                    | 2                    | - САД: 1,336,000 - Широм света: 3,000,000  | - Аустрлаијско удружење дискографских кућа: Златно - BEA: Златно - BPI: Платина - BVMI: Златно - IRMA: Платина - MAHASZ: Златно - RMNZ: Платина - ZPAV: Златно                                                                                       |
| Before I Self Destruct | - Датум објављивања: 9. новембар 2012. (САД) - Издавачка кућа: Shady, Aftermath, Interscope - Формат: ЦД, ЛП, дигитално преузимање                              | 5                    | 19                   | 34                   | 11                   | 36                   | 18                   | 35                   | —                    | 13                   | 22                   | - САД: 512,000 - Широм света: 1,000,000    | - Америчко удружење дискографских кућа: Златно - BPI: Сребрно |
| Animal Ambition        | - Датум објављивања: 3. јун 2014. (САД) - Издавачка кућа: G-Unit, Caroline Records - Формат: ЦД, ЛП, дигитално преузимање                                       | 4                    | 16                   | 12                   | 4                    | 35                   | 29                   | 8                    | 9                    | 17                   | 21                   | - САД: 124,000                             | |
| Street King Immortal   | - Датум објављивања: - Издавачка кућа: G-Unit, Caroline, Capitol - Формат: ЦД, ЛП, дигитално преузимање                                                         | Треба да буде издато | Треба да буде издато | Треба да буде издато | Треба да буде издато | Треба да буде издато | Треба да буде издато | Треба да буде издато | Треба да буде издато | Треба да буде издато | Треба да буде издато | Треба да буде издато                       | Треба да буде издато |

## Компилацијски албуми
| Назив    | Детаљи | Позиција | Позиција | Позиција | Позиција | Позиција | Позиција | Позиција | Позиција | Сертификати |
| Назив    | Детаљи | САД      | САД нез. | САД R&B  | САД реп  | БЕЛ      | КАН      | ХОЛ      | УК       | Сертификати |
| -------- | --- | -------- | -------- | -------- | -------- | -------- | -------- | -------- | -------- | ----------- |
| 24 Shots | - Датум објављивања: 2003 (САД) - Издавачка кућа: Full Clip, Shady, Aftermath, Interscope - Формат: ЦД, ЛП, дигитално преузимање | —        | —        | —        | —        | —        | —        | —        | —        |             |
| Best Of  | - Датум објављивања: 31. март 2017. (САД) - Издавачка кућа: Shady, Aftermath, Interscope - Формат: ЦД, ЛП, дигитално преузимање  | 135      | —        | —        | —        | 167      | 75       | —        | 95       |             |

## Саундтрек албуми
| Назив                                         | Детаљи | Позиције | Позиције | Позиције | Позиције | Позиције | Позиције | Позиције | Позиције | Позиције | Позиције | Број проданих примерака  | Сертификати                                                                  |
| Назив                                         | Детаљи | САД      | АУС      | БЕЛ      | КАН      | ФРА      | НЕМ      | ХОЛ      | НЗ       | ШВЕ      | УК       | Број проданих примерака  | Сертификати                                                                  |
| --------------------------------------------- | --- | -------- | -------- | -------- | -------- | -------- | -------- | -------- | -------- | -------- | -------- | ------------------------ | ---------------------------------------------------------------------------- |
| Get Rich or Die Tryin' (са разним извођачима) | - Датум објављивања: 8. ноцембар 2005. (САД) - Издавачка кућа: G-Unit Records, Interscope, Universal Music Group - Формат: ЦД, ЛП, дигитално преузимање | 2        | 22       | 50       | 2        | 35       | 15       | 54       | 19       | 23       | 18       | - Широм света: 3,700,000 | - Америчко удружење дискографских кућа: Платина - BPI: Златно - RMNZ: Златно |
| Southpaw (са разним извођачима)               | - Датум објављивања: 24. јул 2015. (САД) - Издавачка кућа: Shady Records, Interscope - Формат: ЦД, ЛП, дигитално преузимање                             | 5        | 13       | 147      | 2        | 108      | 61       | —        | 20       | 43       | 18       |                          |                                                                              |

## Видео албуми
| Назив                  | Детаљи | Позиција | Позиција | Број проданих примерака | Сертификати   | Notes                                           |
| Назив                  | Детаљи | САД      | САД R&B  | Број проданих примерака | Сертификати   | Notes                                           |
| ---------------------- | --- | -------- | -------- | ----------------------- | ------------- | ----------------------------------------------- |
| Get Rich or Die Tryin' | - Датум објављивања: 6. фебруар 2003. (САД) - Издавачка кућа: Shady Records, Aftermath Entertainment, Interscope - Формат: ЦД/DVD, дигитално преузимање | —        | —        |                         |               | - Садржи снимке иза сцене, интервјуе и наступе. |
| 50 Cent: The New Breed | - Датум објављивања: 15. април 2003. (САД) - Издавачка кућа: Shady, Aftermath, Interscope - Формат: ЦД/DVD, дигитално преузимање                        | 2        | 1        | - САД: 645,000          | - BPI: Златно | - Садржи документарне снимке и наступе уживо.   |

## Микстејпови
| Назив                                    | Детаљи | Позиције | Позиције |
| Назив                                    | Детаљи | ШВЕ      | САД      |
| ---------------------------------------- | --- | -------- | -------- |
| Guess Who's Back?                        | - Датум објављивања: 26. април 2002. - Издавачка кућа: Full Clip - Формат: дигитално преузимање                     | —        | 82       |
| 50 Cent Is the Future (са групом G-Unit) | - Датум објављивања: 1. јун 2002. (САД) - Издавачка кућа: BCD Music Group - Формат: дигитално преузимање            | 59       | 65       |
| No Mercy, No Fear (G-Unit)               | - Датум објављивања: 1. август 2002. (САД) - Издавачка кућа: BCD Music Group - Формат: дигитално преузимање         | —        | —        |
| God's Plan (G-Unit)                      | - Датум објављивања: 4. октобар 2002. (САД) - Издавачка кућа: BCD Music Group - Формат: дигитално преузимање        | —        | —        |
| Bullet Proof (DJ Whoo Kid)               | - Датум објављивања: 2005 (САД) - Издавачка кућа: самостално издање - Формат: дигитално преузимање                  | —        | —        |
| War Angel LP                             | - Датум објављивања: 6. јун 2009. (САД) - Издавачка кућа: Modulor - Формат: дигитално преузимање                    | —        | —        |
| Forever King                             | - Датум објављивања: 3. јул 2009.(САД) - Издавачка кућа: Queens Boulevard Recordings - Формат: дигитално преузимање | —        | —        |
| The Big 10                               | - Датум објављивања: 9. децембар 2011. (САД) - Издавачка кућа: самостално издање - Формат: дигитално преузимање     | —        | —        |
| The Lost Tape (DJ Drama)                 | - Датум објављивања: 22. мај 2012. (САД) - Издавачка кућа: самостално издање - Формат: дигитално преузимање         | —        | —        |
| The Kanan Tape                           | - Датум објављивања: 9. децембар 2015. (САД) - Издавачка кућа: G-Unit - Формат: дигитално преузимање                | —        | —        |
| Reloaded                                 | - Датум објављивања: Није издато - Издавачка кућа: - Формат:                                                        | —        | —        |

## Остали пројекти
| Назив                 | Детаљи | Напомене |
| --------------------- | --- | --- |
| Power of the Dollar   | - * Датум објављивања:: 6. јул 2000. (САД) - Издавачка кућа: Columbia Records, Sony Music Entertainment, Trackmasters - Формат: бутлег, дигитално преузимање | - Првобитно је требало да буде објављен као први албум снимљен у студију Фифти Сента, међутим, његово издање је отказано. |
| Bulletproof           | - Датум објављивања:: 23. јул 2007. (САД) - Издавачка кућа: BCD Music Group, Shadyville - Формат: ЦД, ЛП, дигитално преузимање                               | - Изашло као званична музика за видео игрицу 50 Cent: Bulletproof. |
| 5 (Murder by Numbers) | - Датум објављивања: 6. јул 2012. (САД) - Издавачка кућа: самостално издање - Формат: дигитално преузимање                                                   | - Првобитно је требало да буде пуштен као пети студио албум Фифти Сента, 3. јула 2012. године. Међутим, репер је одлучио бесплатно пустити овај албум, а уместо њега издати Animab Ambibition као његов пети студијски албум. |